# Daniel McFadden
Daniel Little McFadden (Raleigh, 29 de julho de 1937) é um econometrista estadunidense que dividiu o Prêmio Nobel de Ciências Econômicas de 2000 com James Heckman. A parte de McFadden no prêmio foi "por seu desenvolvimento de teoria e métodos para analisar a escolha discreta". Ele é o Professor Presidencial de Economia da Saúde da Universidade do Sul da Califórnia e Professor da Graduate School da Universidade da Califórnia em Berkeley

## Juventude e educação
McFadden nasceu em 29 de julho de 1937 em Raleigh, Carolina do Norte. Ele frequentou a Universidade de Minnesota, onde recebeu um BS em Física e um Ph.D. em Ciências do Comportamento (Economia) cinco anos depois (1962). Enquanto na Universidade de Minnesota, seu orientador de graduação foi Leonid Hurwicz, que recebeu o Prêmio Nobel de Economia em 2007.

## Carreira
Em 1964, McFadden ingressou no corpo docente da UC Berkeley, concentrando sua pesquisa no comportamento de escolha e no problema de vincular teoria econômica e medição. Em 1974, ele introduziu a análise regressão logística.
Em 1975, McFadden ganhou a medalha John Bates Clark. Em 1977 mudou-se para o Instituto de Tecnologia de Massachusetts. Em 1981, ele foi eleito para a Academia Nacional de Ciências dos EUA.
Ele voltou para Berkeley em 1991, fundando o Laboratório de Econometria, que se dedica à computação estatística para aplicações econômicas. Ele continua sendo seu diretor. Ele é um curador da Economists for Peace and Security. Em 2000, ele ganhou o Prêmio Erwin Plein Nemmers de Economia e foi eleito para a Sociedade Filosófica Americana em 2006.
Em janeiro de 2011, McFadden foi nomeado Professor Presidencial de Economia da Saúde na University of Southern California (USC), o que implica uma nomeação conjunta no Departamento de Economia e na Price School of Public Policy.